# Рейнгольд Клоц
Рейнгольд Клоц (нім. Reinhold Klotz;13 березня 1807, Штольберг біля Хемніца —10 серпня 1870, Кляйнцшохер біля Лейпцига) — німецький філолог і редактор численних латинських видань.

## Життєпис
У 1826 році, коли йому було 19 років, Клоц почав навчання в Лейпцизькому університеті і зміг успішно завершити навчання в 1831 році, отримавши диплом з класичної філології. Він залишився в університеті й наступного року був призначений на посаду доцента. Під час революції 1848 займав суворо консервативну позицію. Наприкінці 1849 року, попри великий опір усіх його колег, він був призначений професором як наступник Ґотфріда Германа.
Після його смерті в 1871 році університет заснував географію як самостійну навчальну дисципліну та призначив на нову кафедру Оскара Фердинанда Пешеля. Раніше географія була субдисципліною як класичної філології, так і допоміжних історичних наук і була представлена Клотцем та істориком Генріхом Вуттке.

## Вибрані праці
як автор
- Quaestiones Tullianae. Baumgärtner, Leipzig 1830.
- Handbuch der lateinischen Litteraturgeschichte. Engelmann, Leipzig 1846 (nur Band 1, mehr nicht erschienen).

як редактор
- Lukian von Samosata: Gallus sive somnium. Weidmann, Leipzig 1831.
- Clemens von Alexandria: Opera omnia. Schwickert, Leipzig 1831/34 (4 Bände)
- Euripides: Tragoediae. Hennings, Gotha 1859 (Inhalt: Hercules furens, Phoenissae, Orestes, Iphigenia Taurica, Iphigenia quae est Aulide).
- Matthaeus Devarius: Liber de graecae linguae particulis. Baumgärtner, Leipzig 1835/42 (2 Bände)
- Marcus Tullius Cicero: Cato major «de senectude». Teubner, Leipzig 1831.
- Marcus Tullius Cicero: Laelius sive de amicitia dialogus. Teubner, Leipzig. 1833.
- Marcus Tullius Cicero: Tusculanae disputationum libri quinque. Teubner, Leipzig 1835/39 (3 Bände; sämtliche Reden mit Anmerkungen).
- Marcus Tullius Cicero: Orationes selectae XXI. 2. Auflage. Teubner, Leipzig 1871 (2 Bände).
- Marcus Tullius Cicero: Scripta omnia. 2. Auflage. Teubner, Leipzig 1863/72 (11 Bände).
- Terenz: Terenz. Mit kritischen und exegetischen Anmerkungen. Veit, Leipzig 1838/40 (2 Bände).
- Cornelius Nepos: Vitae excellentium imperatorum. Hahn, Hannover 1846.
- Handwörterbuch der lateinischen Sprache. Herausgegeben von Reinhold Klotz unter Mitwirkung von Friedrich Lübker und Ernst Eduard Hudemann. Leipzig 1857. 3. und verbesserte Auflage: Leipzig 1861.
  - 6. Abdruck: Verlag Georg Westermann, Braunschweig 1879.
  - Unveränderter Nachdruck in zwei Bänden: Akademische Druck- und Verlagsanstalt, Graz 1963.
- Richard Klotz: Handbuch der lateinischen Stilistik. Teubner, Leipzig 1874.